# Сокальский, Арон Ефимович
Арон Ефимович Сокальский (1915—1941) — советский футболист, выступавший на позиции вратаря.

## Биография
Начинал играть в футбол в 1930 году в детской команде железнодорожников в городе Киеве. Позже, с 1934 по 1935 год выступал за команду «Водники», а с 1936 по 1938 год был игроком клуба «Вымпел», в составе которого провёл одну игру в Кубке СССР 1936 года (команда играла в чемпионате Киева). В 1939 году Сокальский присоединился к команде «Локомотив» Киев, в котором провёл два года и сыграл 14 матчей в группе «Б».
В 1941 году стал игроком клуба высшей лиги «Спартак» Одесса. В мае-июне 41-го провёл 5 матчей в высшей лиге против «Динамо» (Минск), «Профсоюзы-2», «Динамо» (Киев), «Спартак» (Ленинград) и «Динамо» (Тбилиси). Пропустил 9 мячей. В августе был призван в армию, и осенью того же года погиб при обороне Одессы, обстоятельства смерти неизвестны.
Сокальский имел неоконченное высшее образование, работал помощником машиниста. Имел значок ГТО 2 ступени. Отличался хорошей реакцией и прыгучестью.